# Thoracochromis stigmatogenys
 Thoracochromis stigmatogenys , auch als  Haplochromis stigmatogenys  bezeichnet, ist eine Buntbarschart, die im südlichen Kongobecken im unteren Kwango, im Einzugsbereich des Kasai und im mittleren Luapula vorkommt.

## Merkmale
Die Art erreicht eine Gesamtlänge von 10,5 cm. Kopflänge und Körperhöhe liegen bei etwa 30 % der Gesamtlänge. Der Kopf ist halb so breit wie hoch. Die Schnauze ist abgerundet, das obere Schnauzenprofil ist leicht konvex. Das Maul reicht bis unter den Vorderrand der Augen. Die Lippen sind dick. Die Kieferzähne sind in drei oder vier Reihen angeordnet. 40 bis 50  Zähne sitzen im Oberkiefer. Die Kiemenrechen sind kurz. Sieben bis acht befinden sich auf dem unteren Abschnitt des ersten Kiemenbogens. Die Wangen sind mit vier bis fünf Schuppenreihen besetzt. Ihre Länge entspricht dem Durchmesser der Augen. Der Schwanzflossenstiel ist genau so hoch wie lang oder etwas höher. Die Schwanzflosse ist abgerundet.
- Flossenformel: Dorsale XV-(XVI)/(8)9–10; Anale III/7.
- Schuppenformel 27–29 (mLR), 18–21/10–12 (SL).[3]

Thoracochromis stigmatogenys hat eine bräunliche obere und eine weißliche untere Körperhälfte. Auf den Körperseiten befinden sich sieben oder acht undeutliche dunkle Querbänder. Auf dem Kiemendeckel liegt ein dunkler Fleck. Die obere Kopfseite wird durch zwei bis drei dunkle Streifen gemustert. Der hartstrahlige Abschnitt der Rückenflosse ist grau mit runden hellen Flecken, der weichstrahlige Abschnitt ist gelblich und zeigt schräg angeordnete schwarze Streifen. Die Afterflosse ist gelblich und wird zum Rand hin zunehmend schwärzlich. Die Schwanzflosse ist gelblich und mit kleinen schwärzlichen runden Punkten gemustert.
Wie alle Arten aus den Gattungen Haplochromis und Thoracochromis ist die Art ein Maulbrüter.

## Systematik
Die Art wurde im Jahr 1913 durch den belgisch-britischen Ichthyologen George Albert Boulenger unter der Bezeichnung Tilapia stigmatogenys erstmals wissenschaftlich beschrieben. In Eschmeyer's Catalog of Fishes wird sie heute als Haplochromis stigmatogenys geführt, Fishbase stellt die Art in die Gattung Thoracochromis. Sie ist aber weder mit der Typusart von Haplochromis (Haplochromis obliquidens) noch mit der von Thoracochromis (Thoracochromis wingatii) besonders nah verwandt, sondern gehört zu einer Verwandtschaftsgruppe von Buntbarschen aus dem südlichen Afrika, die abgeleitet von der Gattung Serranochromis den provisorischen Namen „Serranochromini“ erhalten hat.